# 로만 지발라
로만 지발라(영어: Roman Gibala, 1972년 10월 5일 ~ )는 체코 출신의 축구 선수이다.
2003년 대구 FC에 입단하여 2003 시즌 한 시즌 동안 활약하였다. K리그에서 등록명은 로만을 사용하였다